# Stjepan Krst
Stjepan Krst (lokalno Šćepan Krst) je naseljeno mjesto u općini Berkovići, Republika Srpska, BiH.

## Ime
Naziv sela i župe je Stjepan Krst, a ne Stjepan Križ. Ime je u nekim hrvatskim medijima ratnih godina promijenjeno jer su neki smatrali da riječ "krst" nije hrvatskog izričaja, iako to nije točno, što potvrđuju i riječi krštenje, krstitke i sl. Tako je tad nastala i pjesma Stjepan Križ (D. Plevnik, Z. Damjanović i HKUD Prenj).
U službenim se dokumentima navodi kao Sćepan Krst.

## Povijest
Početkom 2007. osnovana je Udruga „Gornji kraj“ da bi potakla i intenzivirala povratak i ostanak na stoljetnim ognjištima. Obuhvaća pet sela bivše općine Stolac: Ljubljenicu, Stjepan Krst, Brštanik i Dabricu koja danas pripadaju općini Berkovići. 2010.-ih gradi se crkva na Stjepan Krstu. Vanjski oltar ispod starih hrastova je od kamena iz kamenoloma Krevnice.
Nova crkva sv. Ivana Krstitelja podignuta je na temeljima stare srušene u ratu.
Od Daytonskog sporazuma stigle su u 23 godine samo dvije donacije, od čega jedna djelomična.

## Stanovništvo

### 1991.
Nacionalni sastav stanovništva 1991. godine, bio je sljedeći:
ukupno: 191
- Hrvati - 167
- Srbi - 24

### 2013.
Nacionalni sastav stanovništva 2013. godine, bio je sljedeći:
ukupno: 22
- Srbi - 20
- Hrvati - 2

## Gospodarstvo
U selima župe živi nekoliko obitelji i dosta njih bavi se malim poljodjelstvom, na njivama. U Gornjem Brštaniku i Krevnicama su kamenolomi u kojima radi određen broj uposlenih iz župe Stjepan Krst kao i iz drugih mjesta.

## Poznate osobe
- Mladen Kevo, novinar, izvjestitelj i publicist

## Vanjske poveznice
- Narod.hr Petar Horvatić: 26. prosinca Stjepan Krst (istočna Hercegovina) – selo koje simbolizira sudbinu Hrvata istočno od Neretve. 26. prosinca 2016.
- Župa Stolac  Arhivirana inačica izvorne stranice od 20. rujna 2017. (Wayback Machine) KIUM: Obnovimo župu Stjepan Krst, 15. srpnja 2015.
- Fondacija Ruđer Bošković Donja Hercegovina  Arhivirana inačica izvorne stranice od 27. prosinca 2016. (Wayback Machine) Hrvatski oltar mučeništva - Sudbina sela i župne crkve na Stjepan Križu, Ilija Drmić: Stjepan Krst: O životu pod četničkom okupacijom, objavljeno u Hrvatskom listu 25. svibnja 1993, str. 15.
- Croatia.org Marko Puljić: Stjepan Krst niče iz pepela, 28. rujna 2010.
- Biskupije Mostar-Duvno i Trebinje-Mrkan  Arhivirana inačica izvorne stranice od 28. ožujka 2019. (Wayback Machine) STJEPAN KRST Župa u stvari i u knjizi